# Hammuda Pascià Bey
Hamuda Pascià Bey (... – Tunisi, 13 aprile 1666) è stato il secondo Bey di Tunisi.

## Regno
Figlio di Murad I Bey e di un’odalisca di nome Yasmine, entrambi della Corsica, Hammuda si distinse per la sua forza quanto per la sua generosità e preoccupazione per il suo popolo. Durante il suo regno guidò numerose spedizioni contro le tribù dissidenti nel nord-ovest e nel sud del paese per mantenere l'ordine e la sicurezza.
Nel 1637, Hammuda organizzò l'elezione di Usta Murad come Dey, comandante dell'esercito ottomano Tunisi. Usta Murad, un amico di suo padre, era un vecchio corsaro , che secondo fonti europee aveva catturato circa 900 navi e più di 20.000 prigionieri da vendere come schiavi al mercato di Tunisi.
Ottenne dal successivo Dey, Ahmed Khodja Dey, il diritto a una forza di quasi 600 fanti tratti dai sipahi per servire come guardia del corpo; il loro comando era garantito all'agha dei sipahi. Inoltre, durante il suo regno l'isola di Djerba, che apparteneva al pascià di Tripoli, fu definitivamente annessa a Tunisi, anche se ciò fu in gran parte il risultato degli sforzi diplomatici di Yusuf Dey.
Nel 1647, all'apice del suo potere, nominò tutti gli ufficiali e riuscì a ottenere il controllo della forza dei giannizzeri a Tunisi. Nel 1659, il sultano ottomano Mehmed IV lo nominò pascià di Tunisi. Ma le sue attività piratesche infastidirono le potenze europee e la Francia inviò un grande squadrone navale per eseguire una dimostrazione di forza. Hammuda, volendo evitare il conflitto, firmò un trattato il 25 dicembre 1665. In esso specifica che la Tunisia riconosceva la preminenza del console francese sugli altri ambasciatori stranieri e concedeva loro il diritto di esercitare il commercio in tutta la Tunisia.

## Matrimoni e successione
Il padre di Hammuda lo aveva sposato con la famosissima principessa Aziza Othmana, nipote di Othman Dey (Dey di Tunisi, morto nel 1610). La sua eredità e la proprietà donatale da Hammuda Pasha costituivano gli habous più importanti del paese; in totale si ritiene che ammontasse a quasi 90.000 ettari sparsi in tutto il paese. Le entrate di queste terre hanno finanziato diversi fondi a sostegno dei bisognosi dell'ospedale Aziza Othmana e la manutenzione degli edifici religiosi a Tunisi e nelle città sante della Mecca, Medina e Gerusalemme.. Solo una parte è stata trattenuta per i suoi discendenti. Fu solo nel 1957 che l'habous fu sciolto e la proprietà di Aziza Othmana fu liquidata o nazionalizzata.
Gli altri coniugi di Hammuda riflettono principalmente la necessità di alleanze politiche:
• Seconda sposa: Fatma, figlia di un'odalisca turca , liberata da una Hmida Charfi;
• Terza sposa: Hiziyya, figlia di Ali Thabet, assistente e compagna di Yusuf Dey, e madre di Murad II Bey;
• Quarta sposa: Khadija, figlia del qaid Ja'afar, un ricco e traditore corsaro
• Quinta moglie: Mira, figlia di Mouhamed Askri, sceicco della tribù Hannacha (confine Algeria-Tunisia).
Nel 1663, stanco per l'età, si spogliò progressivamente del potere in favore dei suoi tre figli: Murad II Bey ricevette la successione al Beylik di Tunisi, Mohamed el-Hafsi Bey ottenne i sangiaccati di Kairouan, Sfax, Sousse, Monastir e tutta la parte meridionale del paese, e il fratello più giovane Hussein Bey ottenne i sangiaccati al confine con l'Algeria. Hammuda morì nel 1666 a Dar El Bey, che aveva costruito in modo da poter risiedere più vicino alla sua gente